# De reünie (boek)
De reünie is de eerste literaire thriller van Simone van der Vlugt, uitgegeven in 2004 door Anthos. Het boek werd in 2015  verfilmd.

## Verhaal
Sabine Kroese was in haar jeugd een verlegen meisje dat werd gepest door haar voormalig beste vriendin, de populaire Isabel Hartman. Toen Hartman spoorloos verdween, verdwenen er ook stukjes uit het geheugen van Kroese. Negen jaar later woont ze in Amsterdam en werkt ze bij een bank. Na een tijd vrijaf wegens een burn-out, merkt ze dat haar collega's haar anders behandelen dan voorheen. Na een aankondiging van een reünie van haar middelbare school "het Nieuwediep" in Den Helder, begint ze terug te denken aan die tijd. Door Kroeses bezoekjes aan haar vroegere woonplaats, komt haar geheugen vanaf dat moment in flashbacks stukje bij beetje terug.
Hartman leed aan epilepsie en had op de dag dat ze verdween, nadat ze het uit had gemaakt met haar vriendje Olaf van Oirschot, een aanval gehad. Hierdoor was ze erg zwak geweest, waardoor ze een makkelijk eventueel doelwit was. Kroese komt Van Oirschot tegen op het werk en merkt dat deze erg driftig kan worden wanneer dingen niet gaan zoals hij wil. Tevens komt ze Bart weer tegen, haar vriendje tot kort na de verdwijning van Hartman. Beide mannen zijn vroegere vrienden van Kroeses broer Robin, die tegenwoordig in Engeland woont.

## Achtergrond
Dit boek valt onder volwassenen Literatuur en staat ook wel bekend als een 'softe' thriller. Het boek werd uitgebracht in België, in 2004. De uitgever van dit boek, Anthos Amsterdam, heeft al meerdere boeken van Simone van der Vlugt uitgegeven, zoals o.a.  Blauw Water (2008), Op Klaarlichte dag (2010), Het Laatste Offer (2007) en nog een aantal boeken.